# 흰수염고래 (음반)
《흰수염고래》는 대한민국의 록 밴드 YB 첫 번째 EP 음반이자 《나는 가수다》 탈락 이후 처음으로 낸 음반이다. 그리고 이 음반을 기점으로 영국의 기타리스트 스캇 할로웰이 YB의 정식 멤버로 합류하였고, 신곡 3곡과 리메이크 2곡으로 이루어져 있다.

## 곡 목록
| #  | 제목                             | 작사·작곡                         | 재생 시간 |
| -- | -------------------------------- | --------------------------------- | --------- |
| 1. | 〈사랑은 교통사고〉              | 윤도현                            | 3:46      |
| 2. | 〈흰수염고래〉                   | 윤도현, 허준                      | 4:41      |
| 3. | 〈꿈을 뺏고 있는 범인을 찾아라〉 | 윤도현, 허준                      | 3:43      |
| 4. | 〈나는 나비 (2011 Ver.)〉        | 박태희                            | 3:38      |
| 5. | 〈It burns〉                     | 윤도현, 김신일, 토미 키타, 박태희 | 3:48      |